# Leucostegane
Leucostegane es un género de plantas fanerógamas la familia Fabaceae. Es originario de Indonesia.

## Especies
A continuación se brinda un listado de las especies del género Leucostegane aceptadas hasta mayo de 2011, ordenadas alfabéticamente. Para cada una se indica el nombre binomial seguido del autor, abreviado según las convenciones y usos.
- Leucostegane grandis Prain
- Leucostegane latistipulata (Prain) Prain